# Vicsegda
A Vicsegda (oroszul Вычегда) folyó Oroszország európai részének északi tájain, Komiföld legfontosabb víziútja, az Északi-Dvina legnagyobb, jobb oldali mellékfolyója.
Régi neve komi nyelven Ezsva (Эжва), jelentése „sárga folyó”.

## Földrajz
Hossza: 1130 km, vízgyűjtő területe: 121 000 km², évi közepes vízhozama Sziktivkar városnál 599 m³/s, a torkolatnál 1160 m³/s.
Komiföldön, a Tyiman-hátság déli peremén elterülő Dzur-Nyur mocsárban, két patak összefolyásával veszi kezdetét. Nagyobb részt Komiföld déli felén, valamint az Arhangelszki terület délkeleti részén folyik és Kotlasz város mellett ömlik az Északi-Dvinába.
Felső szakaszán szűk, 20–40 m mély völgyben dél felé tart, lejjebb tipikus síksági folyó. Völgye kiszélesedik, széles mocsaras árterét holtágak, kisebb tavak borítják, medrében sok a homokzátony. Középső szakaszán, a Nyem mellékfolyó torkolatától Sziktivkarig alapvetően nyugati irányban folytatja útját, ott éles kanyarral északra fordul, majd felső szakaszának nagy részén, az Arhangelszki területen délnyugat felé haladva éri el az Északi-Dvinát.
Vegyes tápláltságú folyó, főleg hóolvadékból (51%), valamint felszín alatti vizekből (27%) és esővizből (22%) táplálkozik. November elején a felső szakasztól kezdve fokozatosan befagy, az olvadás április végén, május elején kezdődik. Tavaszi árvize a több km széles árteret teljesen elönti, ilyenkor a vízszint Sziktivkarnál 2–6 m-rel megemelkedik.
A folyó a magával hordott homokból gyakran épít zátonyokat, medre bizonytalan, ami nehezíti a hajózást. A tavaszi magasvíz idején a torkolattól 960 km-ig (Volgyino), a nyári és téli időszakban kb. 700 km-ig (Uszty-Kuloma) hajózható.

## Mellékfolyók

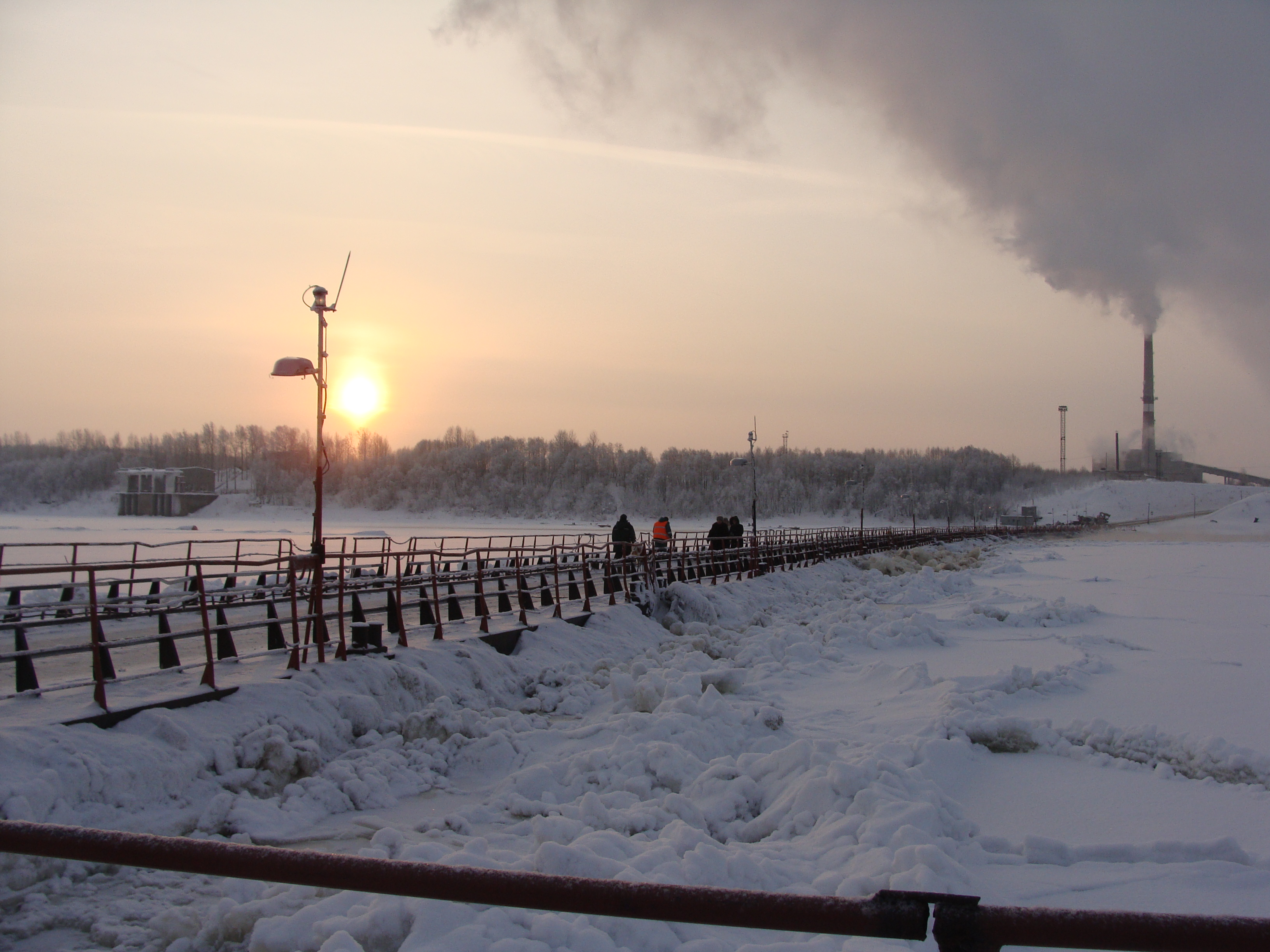
Pontonhíd a Vicsegdán Korjazsmánál 2011 januárjában

A Vicsegda útja során 1137 kisebb-nagyobb vízfolyást vesz fel. A nagyobb mellékfolyók:
- jobbról: Vol, Visera, Vim, Jelva, Jarenga;
- balról: Nyem, Északi-Keltma, Lokcsim, Sziszola, Vilegy.

Az Északi-Keltma és a Déli-Keltma (utóbbi a Káma mellékfolyója) között a 19. században csatornát építettek, ezzel közvetlen kapcsolat létesült a Vicsegda és a Káma medencéje között. Az egykori csatorna elmocsarasodott maradványai ma is láthatók.

## Városok
- Sziktivkar (247 500 fő), Komiföld közigazgatási és kulturális központja. A közelében fekvő Krasznozatonszkij településen hajójavító üzem és hajógyár működött.
- Kotlasz (60 000 fő), Arhangelszki terület. Egyik legjelentősebb vállalata a Vicsegda és az Északi-Dvina találkozásánál lévő hajógyár.
- Korjazsma (42 800 fő), Arhangelszki terület. Itt működik az ország egyik legnagyobb cellulóz- és papíripari kombinátja, ahol évente 4,5 millió m³ fát dolgoznak fel.